# Тайны Смолвиля (сезон 10)
«Тайны Смолвиля» (англ. Smallville) — американский научно-фантастический телесериал, исполнительными продюсерами и авторами сценария которого являются Альфред Гоф и Майлз Миллар. Сериал повествует о молодых годах жизни Супермена — Кларка Кента, создателями которого являются Джерри Сигел и Джо Шустер. Действие происходит в вымышленном американском городке Смолвиль штата Канзас и в также вымышленном городе Метрополис.
Главным злодеем сезона является Дарксайд.

## Сюжет
Лоис спасает Кларка, вытащив из его груди осколок синего криптонита. Во время своей клинический смерти Кларк на кукурузном поле разговаривает с духом Джор-Эла, который предупреждает его о новой более опасной угрозе. На кукурузном поле Кларк также видит своего давнего друга Лекса Лютора и понимает, что тот лишь подстроил свою смерть. Тем временем в Метрополисе материализуется из тьмы та самая угроза, о которой говорили Джор-Эл и Джонатан Кент. Дарксайд приходит на Землю.

## В ролях

### Основной состав
- Том Уэллинг — Кларк Кент / Пятно (Супермен) / Кларк Лютор / Ультрамен (22 эпизода)
- Эрика Дюранс — Лоис Лейн (22 эпизода)
- Кэссиди Фримен — Тесс Мёрсер/Лутесса Лютор(17 эпизодов)
- Джастин Хартли — Оливер Куин / Зелёная стрела (17 эпизодов)
- Эллисон Мэк — Хлоя Салливан (9 эпизодов)

### Второстепенный состав
- Джон Шнайдер — Джонатан Кент (эпизоды 1, 17, 21-22)
- Джон Гловер — Лайонел Лютор / Дарксайд (эпизоды 10, 13, 16, 22)
- Майкл Розенбаум — Лекс Лютор (эпизод 22)
- Лаура Вандервурт — Кара Кент / Супергёрл (эпизоды 3, 20)
- Аннетт О’Тул — Марта Кент (эпизоды 13, 21)
- Аарон Эшмор — брат Джимми Олсена (эпизод 22)
- Каллум Блу — Генерал Зод (эпизод 19)
- Тери Хэтчер — Элла Лейн (эпизод 8)
- Лукас Грейбил — Александр Лютор / Коннер Кент (эпизоды 13, 16)
- Коннор Стэнхоуп — Александр Лютор / Коннер Кент (эпизод 6)
- Джейкоб Дэвис — Александр Лютор / Коннер Кент (эпизоды 1, 5)
- Маккензи Грэй — Лекс Лютор (злой клон) (эпизод 1)
- Алессандро Юлиани — Эмиль Гамильтон (эпизоды 1, 9, 11, 15, 17)
- Тед Уиттэлл — Рик Флэг (эпизод 1, 2, 7, 12)
- Стив Байерс — Десаад / Дарксайд (эпизоды 8, 14, 21-22)
- Теренс Стэмп — Голос Джор-Эла (эпизоды 1, 20, 22)
- Джулиан Сэндс — Джор-Эл (эпизод 8)
- Хелен Слейтер — Лара-Эл (эпизод 8)
- Майкл Шэнкс — Картер Холл / Человек-ястреб  (эпизод 2, 11)
- Кери Линн Прэтт — Кэт Грант (эпизоды 2, 5, 11, 18)
- Джессика Паркер Кеннеди — Бетт Санс Суси / Пластик (эпизод 2)
- Брэдли Страйкер — Дэдшот (эпизоды 2, 12)
- Майкл Дейнджерфилд — Гордон Годфри / Дарксайд (эпизоды 3, 8, 21-22)
- Джеймс Марстерс — Брэйниак 5 (эпизод 4)
- Майкл Айронсайд — Генерал Сэм Лейн (эпизод 7)
- Пейтон Лист — Люси Лейн (эпизод 7)
- Кристин Уиллес — Грэнни Гуднесс (эпизоды 8, 20-22)
- Линдси Хартли — Харриет (эпизод 8)
- Алан Ритчсон — Артур Карри / Аквамен (эпизод 9)
- Елена Сатине — Мера (эпизод 9)
- Майкл Хоган — Слэйд Уилсон (эпизоды 9, 11)
- Алайна Хаффман — Дайана Лэнс / Чёрная канарейка (эпизоды 11, 12)
- Бриттни Ирвин — Кортни Уитмор / Старгёрл (эпизоды 11, 20)
- Джеймс Кидни — Амос Форчун (эпизод 15)
- Эрик Мартсолф — Майкл Джон Картер / Бустер Голд (эпизод 18)
- Себастьян Спенс — Тед Корд (эпизод 18)
- Джейрен Брандт Бартлетт — Хайме Рейс / Синий Жук (эпизод 18)
- Крис Готье — Уинслоу Шотт / Игрушечник (эпизод 20)
- Чед Донелла — Грегори 'Грег' Аркин / Ракнид (эпизод 4)
- Эрика Серра — Адрианна Томас (эпизод 5)
- Белла Кинг — Шарлотта Каванаг (эпизод 6)
- Меррилин Гэнн — Рут Каванаг (эпизод 6)
- Рон Леа — Джозеф Каванаг (эпизод 6)
- Сэнди Робсон — Эллис (эпизод 6)
- Лекса Дойг — Доктор Кристина Ламелл (эпизод 6)
- Элайас Туфексис — Бронсон (эпизод 7)
- Лори Триоло — Лейтенант Троттер (эпизоды 9,11,12)

## Описания эпизодов
| № общий | № в сезоне | Название                               | Режиссёр              | Автор сценария                                                         | Дата премьеры    | Произв. код   | Зрители в США (млн) |
| --- | ---------- | -------------------------------------- | --------------------- | ---------------------------------------------------------------------- | ---------------- | ------------- | ------------------- |
| 197 | 1          | «Лазарь» «Lazarus»                     | Кевин Фэйр            | Дон Уайтхэд и Холли Хендерсон                                          | 24 сентября 2010 | 3X6001        | 2.98                |
| Лоис спасает Кларка. Хлоя отчаянно пытается найти Оливера, поэтому она обращается к сомнительному источнику информации. Джонатан возвращается на Ферму Кентов с сообщением для Кларка, а Тесс просыпается в лаборатории LuthorCorp. |            |                                        |                       |                                                                        |                  |               |                     |
| 198 | 2          | «Щит» «Shield»                         | Глен Уинтер           | Джордан Хоули                                                          | 1 октября 2010   | 3X6002        | 2.38                |
| После того, как Лоис уезжает в Египет, Daily Planet нанимает на её место нового репортера по имени Кэт Грант. Убийца по имени Дедшот намечает себе цель — Кэт, но Кларк узнает, что у него есть и другие цели, среди которых и Пятно. Картер Холл прибывает в Египет, чтобы следить за Лоис, и он рассказывает ей о своей жене Шайере. |            |                                        |                       |                                                                        |                  |               |                     |
| 199 | 3          | «Супергёрл» «Supergirl»                | Мэйзри Алмас          | Энн Кофелль Сондерс                                                    | 8 октября 2010   | 3X6003        | 2.30                |
| Кларк ошеломлён, когда Кара возвращается на Землю и сообщает ему, что её прислал Джор-Эл, чтобы остановить надвигающуюся тёмную силу, потому что он не верит, что Кларк сможет с этим справиться. Тем временем, Лоис противостоит Гордону Годфри, весьма агрессивному радио диджею, который начинает выступать против героев, после того, как он угрожал Зелёной Стреле. Однако, после того, как Годфри становится одержим тёмной силой, он берет Лоис в заложницы, а Кларк и Кара должны прийти ей на помощь. |            |                                        |                       |                                                                        |                  |               |                     |
| 200 | 4          | «Встреча выпускников» «Homecoming»     | Жанно Шварц           | Брайан Питерсон и Келли Содерс                                         | 15 октября 2010  | 3X6004        | 3.19                |
| В попытке приободрить Кларка Лоис убеждает его пойти на встречу выпускников по случаю пятилетней годовщины окончания школы. Возвращение в дом Воронов пробуждает в Кларке воспоминания о былых временах, о Лане и Хлое, в то время как Лоис разъярена тем, что никто не помнит, что она провела здесь в роли ученицы целых пять дней. Брейниак 5.0 прибывает из будущего, используя Кольцо Легиона, и проводит Кларка через его прошлое, настоящее и будущее. Он показывает Кларку, что в действительности произошло в ночь смерти Джонатана, настоящую боль Оливера и его будущее в «Daily Planet» с Лоис, и Кларка в роли любимого красно-синего супергероя Земли. |            |                                        |                       |                                                                        |                  |               |                     |
| 201 | 5          | «Изида» «Isis»                         | Джеймс Маршалл        | Женевьев Спарлинг                                                      | 22 октября 2010  | 3X6005        | 2.60                |
| Лоис решает рассказать Кларку о том, что знает, что он — Пятно, однако случайно активирует древний артефакт, который трансформирует её в богиню Изиду с полным комплектом суперспособностей. Оливер и Кларк с неохотой просят у Тесс помощи. Тем временем, после того как Кэт Грант становится свидетелем того, как Лоис в роли Изиды использует суперспособности, она приходит к выводу, что Лоис и есть Пятно, и намеревается доказать это. |            |                                        |                       |                                                                        |                  |               |                     |
| 202 | 6          | «Праздник Урожая» «Harvest»            | Тури Мейер            | Эл Сэпштайн и Тури Мейер                                               | 29 октября 2010  | 3X6007        | 2.96                |
| Кларк обеспокоен вопросом безопасности Лоис, он отвлекает её от освещения Закона о Регистрации Супергероев, предлагая ей заняться другой историей. После того, как он говорит с ней об этом напрямую, рассерженная Лоис говорит ему, что может и сама о себе позаботиться, но затем из-за спущенной шины им приходится остановить свою машину не весть где; события начинают принимать найхудший оборот, и в итоге Лоис оказывается в серьёзной опасности. Тем временем Тесс ищет лечение для Александра, который быстро стареет. |            |                                        |                       |                                                                        |                  |               |                     |
| 203 | 7          | «Засада» «Ambush»                      | Кристофер Петри       | Дон Уайтхэд и Холли Хендерсон                                          | 5 ноября 2010    | 3X6006        | 2.63                |
| Генерал и Люси Лейн неожиданно решают заглянуть к Лоис и Кларку на обед в День благодарения. Между Кларком и Генералом возникает сильное напряжение после того, как отец Лоис выступает против супергероев и говорит Кларку, что он пытается принять закон о регистрации линчевателей. Тем временем, в попытке помешать принятию закона о регистрации линчевателей, Рик Флэгг обманывает Люси с целью выманить Кларка с фермы, чтобы убить Генерала. Лоис разрывается между тем, чтобы заставить своего отца гордиться ей, и своей любовью к Кларку. |            |                                        |                       |                                                                        |                  |               |                     |
| 204 | 8          | «Покинутая» «Abandoned»                | Кевин Фэйр            | Дрю Лэндис и Джулия Свифт                                              | 12 ноября 2010   | 3X6008        | 2.90                |
| Лоис находит видео, сделанное для неё её матерью, Эллой Лейн, перед смертью. После просмотра записи Лоис принимает радикальное решение относительно своих отношений с Кларком и идёт в Крепость, где сталкивается с Джор-Элом и Ларой. Тем временем, Тесс видит ночной кошмар, вовлекающий её в детском возрасте и музыкальную шкатулку. После пробуждения она находит музыкальную шкатулку в особняке Люторов и намеревается узнать, кто её туда подбросил. Кларк сопровождает её в приют, которым управляет Гренни Гуднесс, которая, по-видимому, имеет не лучшие намерения относительно молодых девушек. Одна из молодых женщин, живущих в этом приюте, Харриет, находит шпионящего Кларка и решает взять дело в свои собственные руки с очень острыми коготками. |            |                                        |                       |                                                                        |                  |               |                     |
| 205 | 9          | «Патриот» «Patriot»                    | Том Уэллинг           | Джон Чишольм                                                           | 19 ноября 2010   | 3X6009        | 2.60                |
| Оливер создает Комитет бдительности, чтобы защитить остальную часть команды и узнать, что планирует правительство. Подозрения Оливера подтверждены, когда он находит расположение ловушки, чтобы находить и арестовывать супергероев. Тогда Оливер переносится в закрытую тюрьму, где полковник Слэйд Уилсон проводит на нём жестокие испытания. |            |                                        |                       |                                                                        |                  |               |                     |
| 206 | 10         | «Лютор» «Luthor»                       | Келли Содерс          | Брайан Кью Миллер                                                      | 3 декабря 2010   | 3X6010        | 2.76                |
| Кларк случайно активизирует коробку с криптонианским артефактом, которая переносит его в параллельную вселенную, где Лайонел нашёл его в полях вместо семьи Кентов. Кроме того оказывается, что в параллельной вселенной Кларк является убийцей, который поменялся местами с реальным Кларком |            |                                        |                       |                                                                        |                  |               |                     |
| 207 | 11         | «Икар» «Icarus»                        | Мэйзри Алмас          | Женевьев Спарлинг                                                      | 10 декабря 2010  | 3X6011        | 2.55                |
| Закон о регистрации героев набрал полные обороты, и события принимают неудачный поворот после того, как Зелёная Стрела пытается предотвратить ограбление, но подвергается нападению граждан за то, что он — супергерой. Кларк обнаруживает, что люди, которые напали на Оливера, все были помечены меткой Тьмы. Картер Холл и Звёздная Девочка возвращаются с целью помочь Кларку разобраться с повторным выходом Слэйда после того, как он похищает Лоис. |            |                                        |                       |                                                                        |                  |               |                     |
| 208 | 12         | «Параллельная реальность» «Collateral» | Морган Беггз          | Джордан Хоули                                                          | 4 февраля 2011   | 3X6012        | 2.37                |
| Кларк, Лоис, Оливер и Дина освободились от Акта о Регистрации Героев, но у каждого из них остались воспоминания о Хлое, которые не дают им двигаться дальше. Когда Хлоя возвращается, Дина предупреждает всех, что Хлоя может быть предателем. Оливер отрицает эту возможность, но Кларк не знает может ли он доверять Хлое после её длительного отсутствия. |            |                                        |                       |                                                                        |                  |               |                     |
| 209 | 13         | «Маяк» «Beacon»                        | Майкл Рол             | Дон Уайтхэд и Холли Хендерсон                                          | 11 февраля 2011  | 3X6013        | 2.32                |
| Кларк удивлен, когда видит в новостях, как Марта выступает на собрании в поддержку героев. Однако удивление быстро сменяется ужасом, когда он и Лоис видят, как в Марту стреляют прямо в эфире национального телевидения. Тем временем Лайонел являет себя миру и требует Тесс и Оливера вернуть ему ЛюторКорп. Лоис и Хлоя решают подбодрить Кларка и показывают ему видео с тысячами людей, поддерживающих Пятно. Видео было снято настоящими фанатами «Тайн Смолвиля». |            |                                        |                       |                                                                        |                  |               |                     |
| 210 | 14         | «Маскарад» «Masquerade»                | Тим Сканлан           | Брайан Кью Миллер                                                      | 18 февраля 2011  | 3X6014        | 2.22                |
| Хлою и Оливера ошибочно принимают за агентов ФБР, расследующих серию недавних убийств совершенных ДеСадом, и похищают. ДеСад пытается заразить Хлою тьмой. В это время Лоис говорит Кларку, что ему стоит больше внимание уделять скрытию своей личности и предлагает ему маскировку. |            |                                        |                       |                                                                        |                  |               |                     |
| 211 | 15         | «Фортуна» «Fortune»                    | Кристофер Петри       | Энн Кофелль Сондерс                                                    | 25 февраля 2011  | 3X6015        | 2.56                |
| После того, как Затанна присылает Кларку и Лоис бутылку волшебного искристого шампанского для их мальчишника/девичника, вся компания теряет сознание после тоста, а затем просыпается следующим утром, понимая, что они ничего не могут помнить о предыдущей ночи. Пытаясь проследить вчерашние события, Лоис понимает, что потеряла своё обручальное кольцо и тянет Оливера назад в Казино Fortune, где, по её мнению, она его и оставила… Эти двое сталкиваются с Фортуной, эксцентричным владельцем казино, который обвиняет их в краже его денег. Тем временем Кларк говорит Хлое, что у него остались воспоминания об угоне бронированного грузовика предыдущей ночью. |            |                                        |                       |                                                                        |                  |               |                     |
| 212 | 16         | «Отпрыск» «Scion»                      | Эл Сэпштайн           | Эл Сэпштайн и Тури Мейер                                               | 4 марта 2011     | 3X6016        | 2.18                |
| Лайонел и Тесс идут нога в ногу в сражении за имя Люторов. Кларк и Лоис ошеломлены последним подарком Тесс. |            |                                        |                       |                                                                        |                  |               |                     |
| 213 | 17         | «Кент» «Kent»                          | Жанно Шварц           | Телесценарий: Брайан Питерсон и Келли Содерс Сюжет: Дженевьев Спарлинг | 15 апреля 2011   | 3X6018        | 2.37                |
| Кларк потрясён, найдя зеркальную коробку у себя в амбаре. Кларк Лютор застаёт его врасплох и посылает обратно в альтернативную вселенную, где Кларк сталкивается с очень рассерженным Джонатоном Кентом. Тем временем, в нашей вселенной Кларк Лютор приходит к Тесс и говорит, что если она не станет на его сторону, он убьёт её. Лоис просит Эмиля помочь ей вернуть Кларка. |            |                                        |                       |                                                                        |                  |               |                     |
| 214 | 18         | «Бустэр» «Booster»                     | Том Уэллинг           | Джефф Джонс                                                            | 22 апреля 2011   | 3X6017        | 2.35                |
| После всей истории с ЗРГ, Лоис говорит, что Кларку было бы лучше сделать «Кларка Кента» незапоминающимся и неуклюжим, тогда люди не заподозрят, что он — Пятно. Однако, они оба ошеломлены, когда жадный до известности супергерой из будущего, Бустер Голд, появляется в городе и начинает спасать людей и позировать для прессы, полностью покорив город Метрополис. Бустер начинает свою кампанию по захвату места Пятна в качестве «Самого Великого Супергероя в Мире» и пытается прельстить Лоис, предложив написать о нём статью, но она не реагирует на его выходки и начинает свою собственную кампанию в поддержку Пятна. Во время одного из спасений Бустера, инопланетное оружие в форме жука-скарабея выпадает из грузовика и сливается с мальчиком по имени Джейм Рейес, превращая его в Синего Жука. К сожалению… Джейм неспособен управлять костюмом, и Синий Жук начинает нападать на Метрополис. |            |                                        |                       |                                                                        |                  |               |                     |
| 215 | 19         | «Доминион» «Dominion»                  | Джастин Хартли        | Джон Чишольм                                                           | 29 апреля 2011   | 3X6021        | 1.99                |
| Тэсс узнает, что Генерал Слэйд получил доступ к спасательному порталу из Фантомной Зоны и попытался вырваться оттуда. Кларк хочет вернуться в Зону, для того чтобы убедиться, что остальные заключённые не смогут сбежать, и он очень рассержен, когда Оливер обманом проникает в Зону с ним. Поскольку силы Кларка пропадают, двоих гостей Зоны захватывают местные жители и ведут к своему новому лидеру - Зоду, который жаждет отомстить Кларку. Тем временем Лоис узнает, что Кларк доверяет какую-то тайну Тэсс, но не говорит об этой тайне самой Лоис. |            |                                        |                       |                                                                        |                  |               |                     |
| 216 | 20         | «Пророчество» «Prophecy»               | Майкл Рол             | Брайан Кью Миллер и Энн Кофелль Сондерс                                | 6 мая 2011       | 3X6019        | 2.07                |
| Кларк приводит Лоис в Крепость, чтобы получить благословение Джор-Эла на свою свадьбу. Джор-Эл одаривает пару уникальным подарком — даёт Лоис способности Кларка, чтобы она на один день почувствовала, какого это быть им. К сожалению, в Метрополис возвращается Тоймэн и теперь, Лоис должна противостоять уже знакомому нам злодею, вместо Кларка. В это время, Оливер в поисках «Радуги Ориона», которая, по его убеждению, должна стереть символ Омеги с его черепа. Он встречает Кару, у которой тоже своя миссия — остановить Дарксайда. |            |                                        |                       |                                                                        |                  |               |                     |
| 217218 | 2122       | «Финал» «Finale»                       | Кевин Фэйр Грег Биман | Эл Сэпштайн и Тури Мейер Брайан Питерсон и Келли Содерс                | 13 мая 2011      | 3X6020 3X6022 | 3.02                |
| Кларк и Хлоя пытаются уговорить Лоис не отменять свадьбу. Гренни Гуднесс говорит Тесс о приближении планеты Дарксайда, Апоколипса. Тесс пытается предупредить Лигу, однако её похищают. Оливер, сам того не осознавая, подчиняется тьме в самый неподходящий момент. Лайонел ради своего сына идёт на сделку с Дарксайдом. |            |                                        |                       |                                                                        |                  |               |                     |